# Лицар Глін

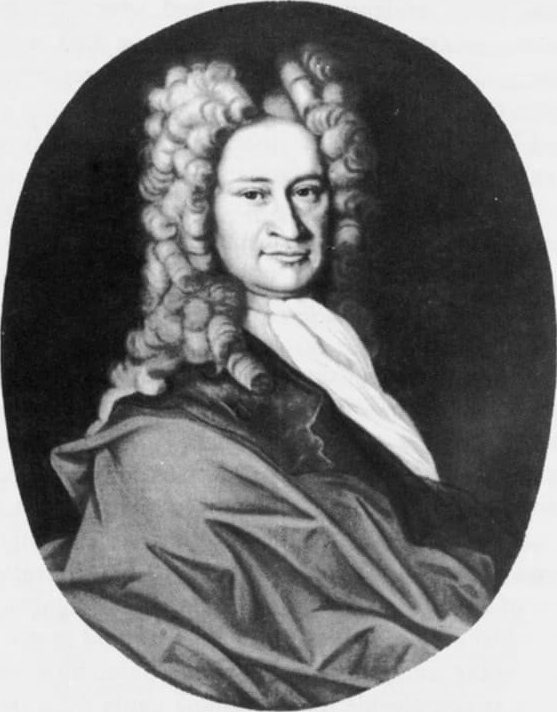
Томас Геннках Фіцджеральд. Носив титул лицаря Глін у 1689 – 1703 роках.

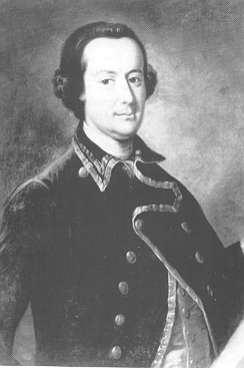
Едмонд Фіцджеральд. Носив титул лицаря Глін у 1737 – 1763 роках.

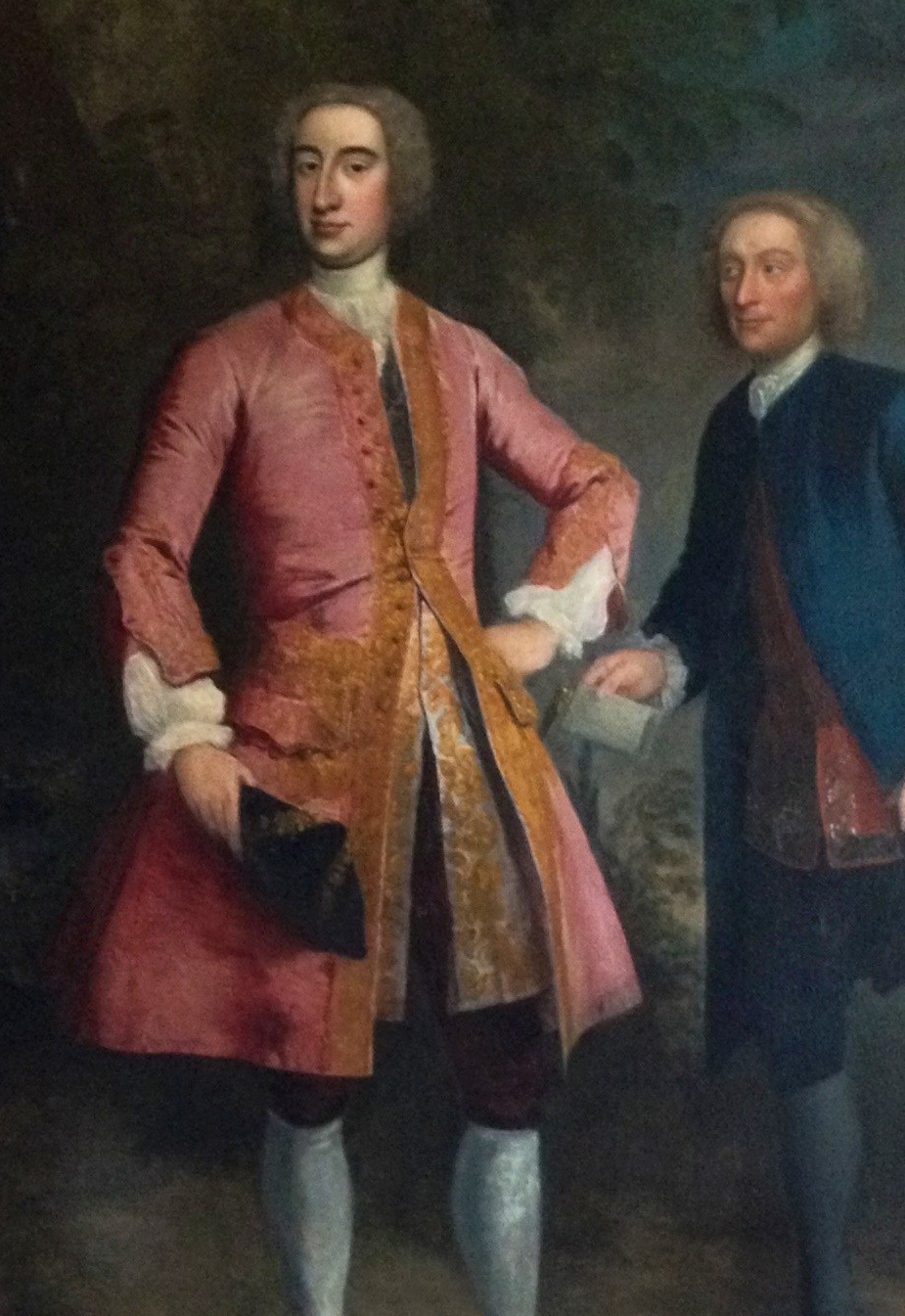
Річард Фіцджеральд. Носив титул лицаря Глін у 1763 – 1775 роках.

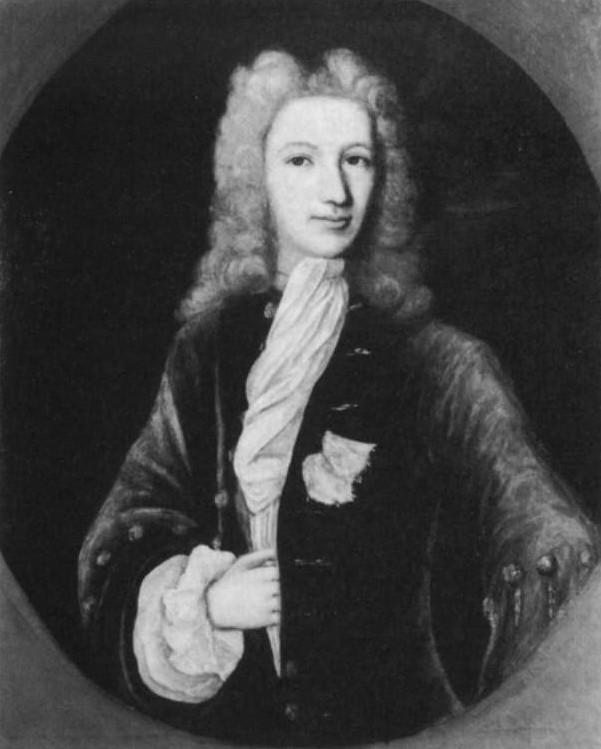
Джон Фіцджеральд. Носив титул лицаря Глін у 1730 – 1737 роках.

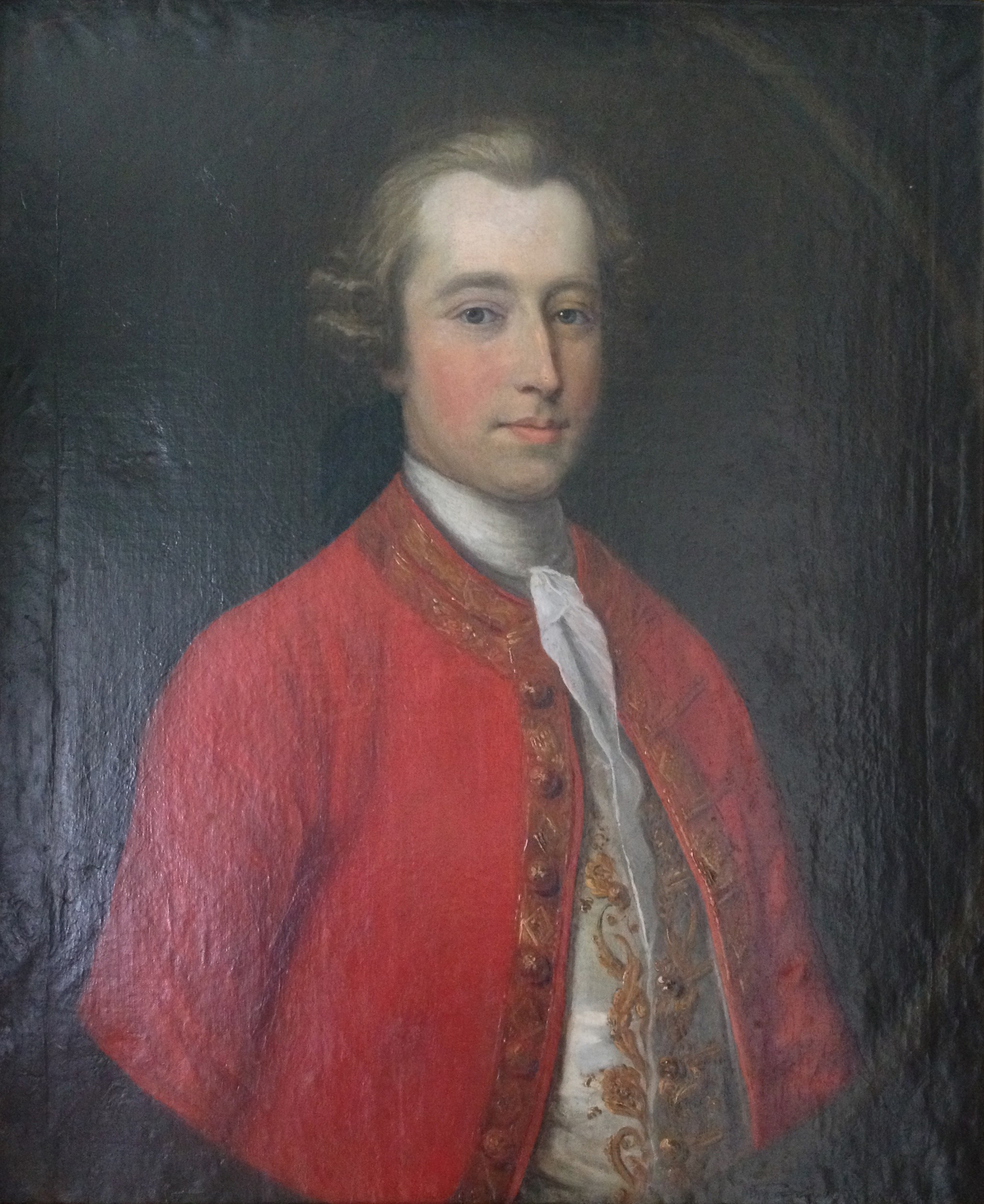
Томас Фіцджеральд. Носив титул лицаря Глін у 1775 – 1781 роках.

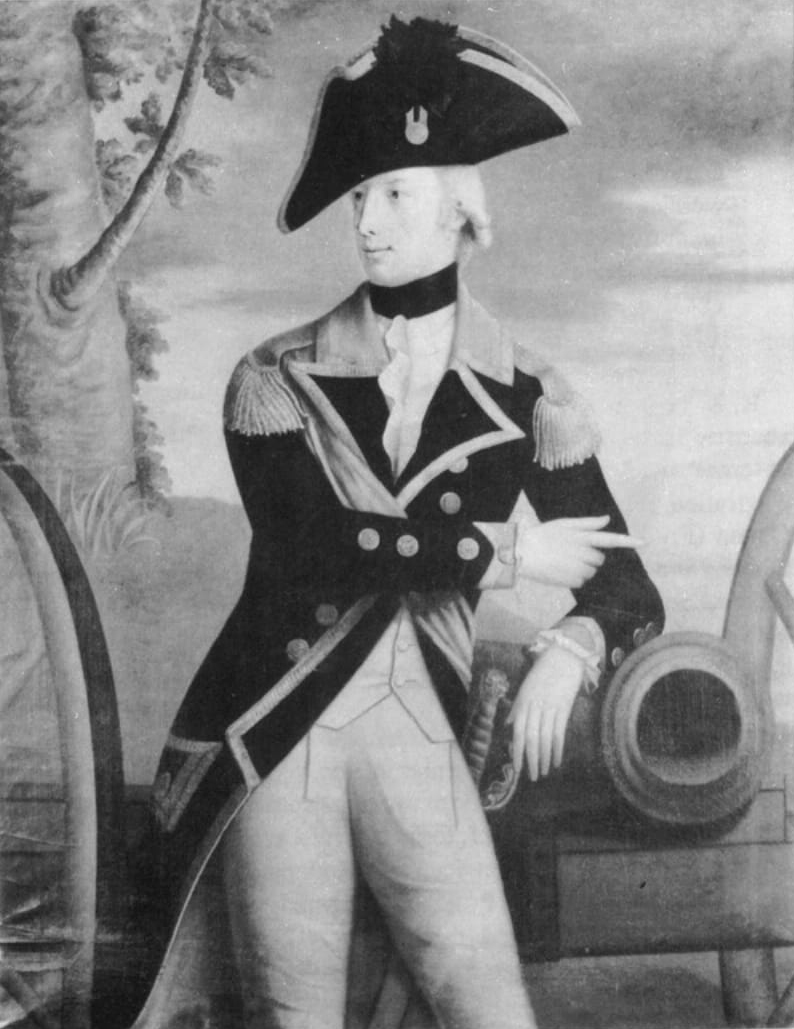
Джон Батеман Фіцджеральд. Носив титул лицаря Глін у 1781 – 1803 роках.

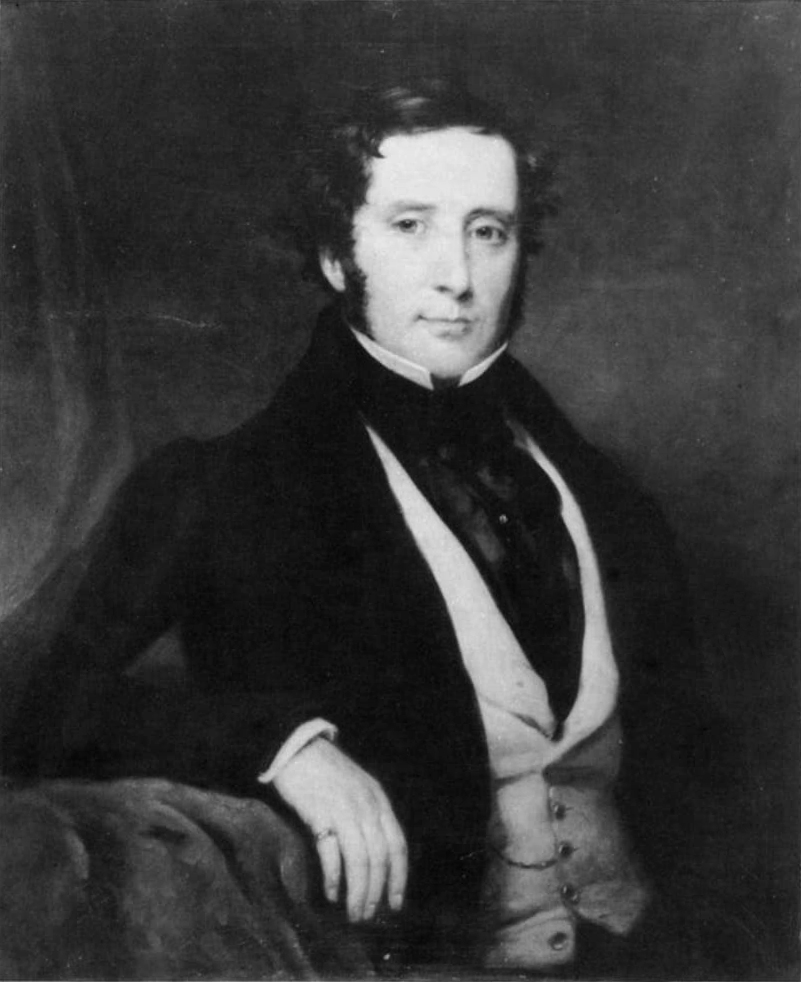
Джон Френсіс Фіцджеральд. Носив титул лицаря Глін у 1803 – 1854 роках.

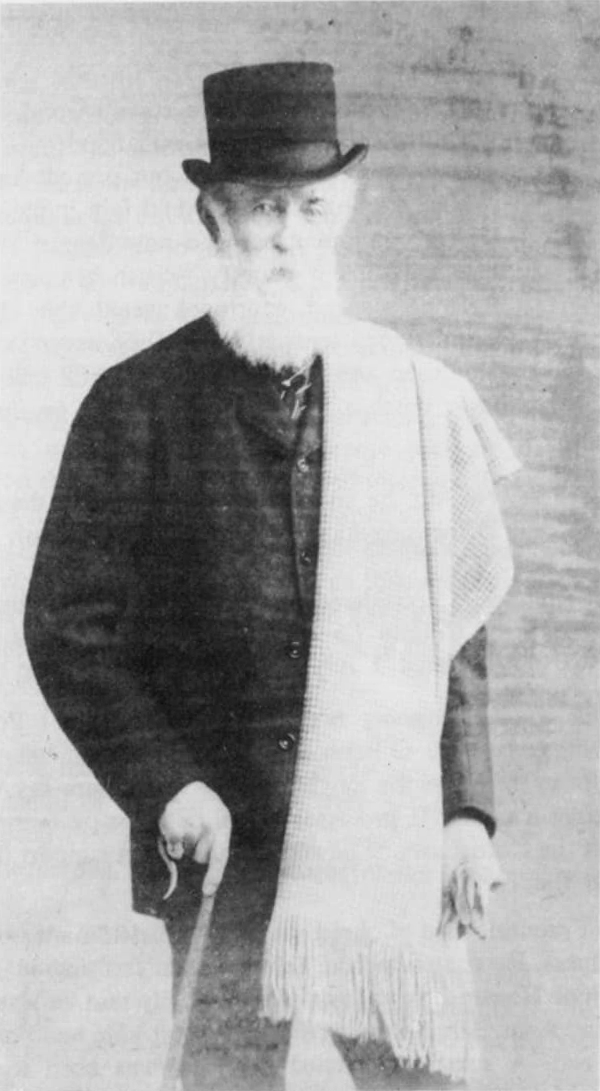
Джон Френсіс Айр Фіцджеральд. Носив титул лицаря Глін у 1854 – 1866 роках.

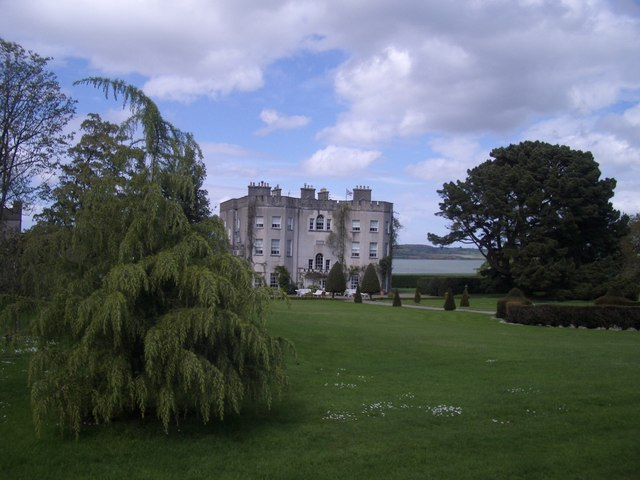
Замок Новий Глін.

Лицарі Глін ( англ. - Knight of Glin, ірл. - Ridire an Ghleanna) – Чорні лицарі, лицарі Гленна, лицарі Долини – спадковий аристократичний титул в Ірландії, одна з бічних ліній аристократичної династії Фіцджеральдів (Геральдинів), пов’язані з графами Десмонд. Рід лицарів Глін вимер 14 вересня 2011 року. Лицарі Глін володіли землями в графстві Лімерик  (Ірландія) починаючи з XIV століття. Назва титулу пов'язана з назвою селища Глін, землями навколо якого володіли ці лицарі. Сама аристократична родина Фіцджеральдів має нормансько-валійське походження, прізвище перекладається як «син Герольда». Назва титулу – Глін походить від ірландського Гленн – долина, що вирита льодовиком.
Лицарі Глін походять від одного з молодших синів (або бастардів) І барона Десмонда та дочки ірландського ватажка Х'ю О'Коннора з Керрі – нащадка королів Коннахту (королівство у західній Ірландії). Лорд Десмонд був відомий також як Джон Фіц-Джон або як Шон Мор на Сурсайнге (ірл. - Seán Mór na Sursainge) – відомий з документів, що датуються 1260 роком. Останній лицар Глін – XXIX лицар Глін Джон Фіцджеральд помер 14 вересня 2011 року. 
Лицарі Глін мали на свої гербах кабана, ведмедя, грифонів, замок з двома вежами, лицаря в обладунках, що тримав в руках ключі. Девіз лицарів Глін: «Sahnit a Boo». 

## Історія лицарів Глін
Лицарі Глін походять від Моріса Фіц-Джеральда – лорда Ланстефана, соратника графа Стронгбоу, Річарда де Клера, ІІ графа Пембрука – норманського завойовника Ірландії. Він висадився в Ірландії в 1168 році з десятком лицарів, двадцятьма есквайрами та сотнями воїнів для допомоги королю Лейстера Дермонту Мак Мурроу (Діармайту Мак Мурхада), якого перед тим вигнали з Ірландії за скоєні злочини. Дермонт помер 1 вересня 1177 року і був похований в монастирі Сірих Братів Вексфордських. Моріс був другим сином Геральда де Віндзора – констебля Пембрука (Уельс) та його дружини Нест ферх Ріс валійського походження. Вона походить від Говела Доброго – короля бритів. Діти Моріса Фіцджеральда: Фіцморіс Фіцджеральд – юстициарій Ірландії, що здобув замок Слайго і започаткував рід герцогів Лейстер; Вільям – барон Наас (графство Кілдер), засновник роду віконтів Горманстон; Томас Фіцморіс Фіцджеральд – констебль Ірландії, одружений Елінор – дочкою Джордана де Маріско, сестрою Ерве де Монте Маріско; Джефрі де Маріско – лорд-юстиціарій Ірландії за часів короля Джона Безземельного. Моріс Фіцджеральд помер у 1207 році.   
Джон Фіцджеральд – І барон Десмонд, з Шанід, графство Лімерік, лорд Коннелло і Десіс, був одружений з Магері - дочкою та спадкоємицкю сера Томаса Фіц-Ентоні, лорда Десіс та Десмонд. Ці володіння були підтверджені принцом Едвардом (Чорним принцом) у 1260 році. Вдруге Джон Фіцджеральд одружився з Гонорою - дочкою Х'ю О'Коннора – ірландського ватажка з Керрі. Від першої дружини у нього народився син - Моріс Фіц-Джон Фіцджеральд, що став лордом Десіс та Десмонд, став предком Фіцджеральдів - графів Десмонд, що понад два століття входили до числа наймогутніших аристократів Ірландії. Від другої дружини він мав дітей: 
- Гілберта Фіц-Джона, що став предком династії Білих Лицарів;
- Сера Джона Фіц-Джона;
- Моріса Фіц-Джона, що став предком лицарів Керрі (Зелених Дицарів);
- Томаса Фіц-Джона, що став предком династії Фіцджеральдів острова Керрі.

Джон Фіц-Томас Фіцджеральд мав королівське походження, тому володів титулом графа Палатина і надав трьом своїм синам від другого шлюбу титули лицарів. Їх нащадкам ці титули були підтверджені актами парламенту і скріплені великою королівською печаткою. Джон заснував монастир Тралі і був похований там в 1260 році. 
Сер Джон Фіц-Джон став першим лицарем Глін, отримав у спадок від свого батька замки Глінкербкрі та Бег (графство Лімерик, Ірландія). Він мав дітей: 
- Джона Фіц-Джона
- Джеральда Фіц-Джона, що став предком баронів Кленліш та володарів замку Ішен (графство Корк).

Серу Джону Фіц-Джону – лицарю Глін успадкував його син. 
Про одного з лицарів Глін літописи пишуть наступне. У 1569 році XV лицаря Глін Томаса Фіцджеральда стратили в Лімерику. Його мати була присутня при страті. Вона схопила його голову, коли вона скотилася додолу і пила його кров. Потім вона загорнула частини тіла в полотно і вирушила з цим тягарем додому. Її супроводжував натовп народу, в якому було більше 100 жінок. На них напали на схід від Фойнеса і намагались відбити тіло. У бою загинуло чимало людей. Тіло лицаря було поховане в абатстві Ліслохтін в гробниці клану О’Коннор Керрі.  
Згідно іншої легенди в часи правління королеви Англії Єлизавети І Англія намагалась захопити західну Ірландію, що досі була непокірною. Один з англійських кораблів підійшов до замку Глін. Почалась жорстока битва, під час якої один із синів лицаря Глін потрапив у полон. Капітан корабля висунив ультиматум: або здавайтеся, або син лицаря буде поміщений в жерло гармати і ним вистрілять в сторону замку. На це лицар Глін відповів, що його дружина здатна йому народи ще одного сина.  
Обороною замку тоді командували ірландські ватажки Доннал на Серрах Кулгане та Тадг Доре. Нападом на замок командував англійський капітан Фловер. Перший напад на замок був відбитий, в обороні замку прославились брати Гілтенан, що вбили найкращих воїнів капітана Фловера. Нападники покликали на допомогу Турлоу Роу Мак Магона з сусіднього замку Колманстаун. Турлоу був людиною з поганою репутацією, він вчинив багато жахливих злочинів як проти власного клану, так і проти різних ірландських кланів. Але другий штурм замку теж зазнав невдачі. Проте Турлоу вирішив здійснити третій штурм, бо ненавидів володарів замку Глін. У результаті третього штурму замку замок впав, при цьому загинули захисники замку брати Гілтенан, Тадг Доре, його брат Доналл Калхпн, два його сини. Лише окремі захисники врятувалися стрибнувши в воду. Це були Магон Даллане, Леві О’Коннор, Доналл Вег Кулгане (батько якого загинув під час оборони замку). 
У результаті цієї битви замок «Старий Глін» перетворився в цілковиту руїну. Після знищення старого замку лицарі Глін збудували на березі Шеннон новий замок на відстані 1 милі від старого замку. Новий замок Глін збудували в стилі короля Георга. Там до своєї смерті жив останній лицар Глін. 
XVII лицар Глін – Джеральд Фіцджеральд був депутатом парламенту Ірландії від графства Лімерик в 1689 році. Він був патріотом Ірландії і підтримав короля Якова ІІ під час так званих «Вільямітських війн». 
У XVIII столітті лицарі Глін змушені були перейти до так званої «церкви Ірландії» для того щоб зберегти своє майно і землі – католиків в той час переслідували і конфісковували майно. Але жителі навколишніх сіл зберегли вірність римо-католицькій церкві. Нині два храми в селищі Глін нагадують про ті події. 
Під час війни за незалежність Ірландії в 1920 роках до замку увірвалися солдати Ірландської республіканської армії (ІРА) і заявили XXVII лицарі Глін Десмонду Фіц-Джону Ллойду Фіцджеральду, що віднині титули і право власності які надані короною Англії не визнаються Ірландською республікою. Лицар Глін у відповідь показав документ латинською мовою дарований герцогом Нормандії доводячи, що його титул не походить від англійської корони. Бійці ІРА тоді лишили його в спокої. Інший варіант подій наступний: лицар Глін був тоді на інвалідному візку і заявив, що не покине замок, навіть тоді, коли бійці ІРА підпалять його. Зрештою замок лишили в спокої.  
ХХІХ і останнім лицарем Глін був Десмонд Фіцджеральд – син Десмонда Віндхама Отто Фіцджеральда. Він мав науковий ступінь доктора в Гарвардському університеті. Був одружений в 1966 році з Луїзою Вава Генріет Люсі Ле Бейлі де ла Фалез – дочкою графа Алена де ла Фалеза. Вдруге він одружився в 1970 році з Олдою Ен Віллес. З нею він мав трьох дочок: Кетрін (одружилась з Едвардом Лембтоном – VII графом Дарем, потім одружилась з Домініком вестом в 2010 році), Нест, Гонор. Десмонд брав участь в організації аукціонів Хрістіс в Ірландії, був президентом Ірландського Георгієвського товариства. Оскільки він не мав спадкоємця чоловічої статі, то рід лицарів Глін вважається вимерлим. Проте на титул претендували бічні нащадки XXIV лицаря Глін. 

## Найбільш відомі лицарі Глін
Вказані роки володіння титулом лицаря Глін
- Джон Фіц-Джон (1299 - ?)
- Томас Фіц-Джон (згадується в документах 1331 року)
- Джон Фіц-Томас (? – 1402)
- Томас Фіц-Джон (згадується в документах 1369 та 1375 років)
- Філіп Фіц-Томас (згадується в документах 1424 року)
- Томас Фіц-Філіп
- Едмонд Фіц-Томас (? – 1503)
- Джон Фіц-Томас (біля 1503)
- Томас Фіц-Джон (біля 1576)
- Томас Фіц-Томас (вбитий 1567 року)
- Едмонд Фіц-Томас (біля 1588)
- Девід ан Лоха
- Едмонд Фіц-Девід Мак Руддері (біля 1586)
- Джон Фіцджеральд (біля 1659)
- Томас Спанех Фіцджеральд (біля 1659)
- Меджор Джеральд Фіцджеральд (біля 1689)
- Томас Гленнках Фіцджеральд (1689 – 1730) – XVIII лицар Глін
- Джон Фіцджеральд (1730 – 1737) – ХІХ лицар Глін
- Едмонд Фіцджеральд (1737 – 1763) – ХХ лицар Глін
- Річард Фіцджеральд (1763 – 1775) – ХХІ лицар Глін
- Томас Фіцджеральд (1775 – 1781) – ХХІІ лицар Глін
- Джон Батеман Фіцджеральд (1781 – 1803) – ХХІІІ лицар Глін
- Джон Френсіс Фіцджеральд (1803 – 1854) – XXIV лицар Глін
- Джон Френсіс Айр Фіцджеральд (1854 – 1866) - XXV лицар Глін
- Десмонд Джон Едмонд Фіцджеральд (1866 – 1895) - XXVI лицар Глін
- Десмонд Фіц-Джон Ллойд Фіцджеральд (1895 – 1936) - XXVII лицар Глін
- Десмонд Віндхам Ото Фіцджеральд (1936 – 1949) - XXVIII лицар Глін
- Десмонд Джон Віллірс Фіцджеральд (1949 – 2011) – ХІХ лицар Глін